# 프란츠 카프카 박물관
프란츠 카프카 박물관(체코어: Muzeum Franze Kafky)은 체코 프라하에 있는 박물관이다. 작가 프란츠 카프카에게 헌정된 박물관으로, 박물관에는 카프카의 초판 책이 여러 권 보관되어 있다.